# Инвернесс
Инверне́сс (англ. Invernessо файле [ɪnvərˈnɛs], скотс Innerness, гэльск. Inbhir Nis [iɲɪɾʲˈniʃ] — «устье реки Несс») — портовый город, расположенный на побережье Северного моря на севере Шотландии, административный центр округа Хайленд. Население — 63 780 человек (2016).

## География
Инвернесс расположен на северо-востоке Шотландии в устье реки Несс, впадающей в залив Мори-Ферт. Из Инвернесса в Терсо и Уик ведёт дорога, пересекающая реку Кайл-оф-Сазерленд; через неё проходит виадук Шин.

## Климат
| Показатель                    | Янв. | Фев. | Март | Апр. | Май  | Июнь | Июль | Авг. | Сен. | Окт. | Нояб. | Дек. | Год   |
| ----------------------------- | ---- | ---- | ---- | ---- | ---- | ---- | ---- | ---- | ---- | ---- | ----- | ---- | ----- |
| Средний суточный максимум, °C | 6,6  | 7,1  | 9,0  | 10,8 | 14,1 | 16,4 | 18,7 | 18,4 | 15,8 | 12,7 | 9,0   | 7,0  | 12,2  |
| Средний суточный минимум, °C  | 0,6  | 0,5  | 2,0  | 3,4  | 5,9  | 8,7  | 10,8 | 10,6 | 8,5  | 5,8  | 2,7   | 1,0  | 5,1   |
| Норма осадков, мм             | 55,4 | 39,0 | 45,7 | 42,0 | 45,4 | 52,9 | 52,5 | 57,4 | 64,7 | 58,4 | 59,4  | 51,4 | 624,4 |
| Источник:                     |      |      |      |      |      |      |      |      |      |      |       |      |       |

## История
В VI веке территорию, где ныне стоит Инвернесс, населяли племена пиктов. Известно, что в нескольких километрах к западу от современного города находилась цитадель пиктского короля Бриде I, которого около 565 года посетил монах св. Колумба, проповедник христианства в Шотландии. Считается, что первый замок Инвернесса, представлявший собой деревянную крепость, был построен около 1057 года по указу короля Малкольма III и впоследствии разрушен королём Робертом Брюсом. Шекспир в пьесе «Макбет» описал замок как резиденцию короля Макбета и место гибели Дункана I, что, впрочем, не соответствует реальным событиям.
В 1214 году король Вильгельм Лев пожаловал Инвернессу четыре хартии, одна из которых даровала ему статус королевского города. В те времена Инвернесс был достаточно процветающим портом, жители которого занимались в основном рыболовством. В 1233 году в городе был основан доминиканский монастырь, а в середине XIII века через реку Несс был перекинут мост. В XV веке Инвернесс пережил два опустошительных набега — в 1411 году, незадолго до битвы при Харлоу, он был сильно поврежден пожаром, устроенным по указу Дональда Макдональда, лорда Островов, затем, в 1428 году, его разграбил и частично разрушил Александр Макдональд, лорд Островов.
В 1562 году по распоряжению Джорджа Гордона, 4-го графа Хантли и видного политического деятеля тех лет, королеве Марии Стюарт было отказано в доступе в замок Инвернесса (к тому времени он был заново отстроен из камня). Открытое неповиновение графа привело к тому, что сторонники королевы из кланов Фрейзер и Манро взяли замок, повесили его коменданта, а сам Хантли был обвинен в измене. В 1644 году, взамен обрушившегося деревянного моста через Несс, был построен мост из камня, который просуществовал вплоть до 1849 года, пока не был разрушен во время половодья.
В середине XVII века во времена протектората Оливера Кромвеля на окраине города по его приказу была возведена цитадель, которая уже в 1662 году была практически полностью разобрана на камни для строительства госпиталя (сохранилась лишь часовая башня). 16 апреля 1746 года неподалёку от Инвернесса произошла битва при Каллодене. В этом сражении шотландское ополчение Карла Эдуарда Стюарта, т. н. Молодого претендента, было разбито англичанами под предводительством герцога Кумберлендского.
На протяжении XVIII века Инвернесс оставался достаточно процветающим портовым городом. Наиболее важными отраслями экономики были пивоваренная промышленность и производство виски, а в XIX веке развитие получили судостроение, дубление кож, овцеводство и экспорт шерсти. 1882 год был ознаменован открытием Каледонского канала, связавшего Инвернесс с западным побережьем Шотландии. В 1855 году в городе появилось железнодорожное сообщение. 7 сентября 1921 года в Инвернессе состоялось экстренное заседание Кабинета министров Великобритании — единственное в истории, прошедшее за пределами Лондона, — когда премьер-министр Дэвид Ллойд Джордж, в то время пребывавший на отдыхе на севере Шотландии, инициировал встречу правительства, чтобы обсудить критическую ситуацию, связанную с борьбой за независимость в Ирландии.
В XX веке город достаточно активно развивался — за столетие его население выросло более чем в два раза, составив к началу XXI века более 50 000 человек. В 2000 году Инвернесс официально получил статус города (city).

## Транспорт
От единственного железнодорожного вокзала Инвернесса отходят поезда до Перта, Эдинбурга, Глазго, Лондона, Абердина, Терсо, Уика и Кайл-оф-Лохалша.

## Спорт
- Ориентирование — в 1999 году в Инвернессе проходил летний чемпионат мира по спортивному ориентированию.
- В городе базируется футбольный клуб Инвернесс Каледониан Тисл из Шотландского Премьершипа.

## В популярной культуре
Упоминается в песне "Questlords of Inverness, Ride to the Galactic Fortress!" пауэр-метал группы Gloryhammer.
Является местом действия событий книг Чужестранка (роман) и сериала Чужестранка (телесериал)
Упоминается как дом родителей Лилли, героини компьютерной игры в жанре визуального романа Katawa Shoujo

## Известные личности
Карен Гиллан (*1987) — шотландская актриса. Наиболее известна ролью Эми Понд в телесериале «Доктор Кто».

## Города-побратимы
Инвернесс является городом-побратимом следующих городов:
- Аугсбург, Германия
- Инвернесс[англ.], США
- Ла-Боль-Эскублак, Франция
- Сен-Валери-ан-Ко, Франция